# المركز الوطني للأمن السيبراني (الكويت)
المركز الوطني للأمن السيبراني، جهاز حكومي كويتي يُعنى بالأمن السيبراني في دولة الكويت ووضع الإستراتيجية الوطنية لهذا القطاع لتأمين وحماية الشبكات المعلوماتية، وشبكة الاتصالات، ونظم المعلومات، وعمليات جمع وتبادل المعلومات باستخدام أي وسيلة إلكترونية. أسس في 5 فبراير 2022 بمرسوم أميري أصدره نائب الأمير وولي العهد الشيخ مشعل الأحمد الجابر الصباح. للمركز وزير مشرف، يحدده مجلس الوزراء ورئيس معين لرئاسة الجهاز. أصدر رئيس مجلس الوزراء الشيخ صباح خالد الحمد الصباح في 12 فبراير 2022 قرارًا بتحديد نائب رئيس مجلس الوزراء وزير الداخلية الشيخ أحمد منصور الأحمد الصباح للإشراف على المركز.